# سامانه ترابری میلان
سامانه ترابری میلان (به ایتالیایی: Rete metropolitana di Milano) سامانه آمد و شد شهر میلان است که شامل مترو درون شهری (با نماد M)، مترو برون شهری (با نماد S)، اتوبوس، و تراموا (Tram) و قطارهای حومه (نماد R) است. این سامانه به‌طور مخفف ATM نامیده می‌شود.

## مترو درون شهری
این مترو شامل ۳ خط است:
خط ۱ (قرمز): با ۳۶ ایستگاه به درازای ۲۵ کیلومتر
خط ۲ (سبز): با ۳۵ ایستگاه به درازای ۳۹٬۴ کیلومتر
خط ۳ (زرد): با ۱۶٬۷ ایستگاه به درازای ۲۱ کیلومتر
این خط‌ها از ساعت ۵/۵ صبح تا ۱۲ شب کار می‌کنند.

## مترو برون شهری
که کار جابجایی سریع مسافر از درون شهر به حومه را انجام می‌دهد و مهمترین آنها شامل موارد زیر می‌باشد.
- ایستگاه Centrale
- ایستگاه Lambrate
- ایستگاه Cadorna

## اتوبوس و تراموا
شمار زیادی خط اتوبوس و تراموا در میلان وجود دارد. دو خط اتوبوس۹۰ و ۹۱ هم که ویژه گردگشگران است و دور شهر را (۹۰ ساعتگرد و ۹۱ پادساعتگرد) ۲۴ ساعته می‌گردنند.

## خط حمل و نقل s
خطوط s میلان را به شهرها اطراف و حومه اطراف میلان پیوند می‌دهند.
- S1 Lodi - Milano - Saronno
- S2 Milano Rogoredo - Mariano Comense
- S3 Milano Cadorna - Saronno
- S4 Milano Cadorna - Camnago-Lentate (/ Meda)
- S5 Varese - Milano - Treviglio
- S6 Novara - Milano - Pioltello-Limito (- Treviglio)
- S8 Milano Porta Garibaldi - Carnate-Usmate - Lecco
- S9 Albairate-Vermezzo - Milano - Saronno
- S11 Milano Porta Garibaldi – Chiasso
- S13 Milano Bovisa - Pavia

### طرح توسعه
در ماه ژوئیه ۲۰۱۱ تعداد این خطوط به ده خط خواهد رسید.
- S1 Lodi - Saronno
- S2 Milano Rogoredo - Seveso (- Mariano Comense)
- S3 Milano Cadorna - Saronno
- S4 Milano Cadorna - Camnago-Lentate (/ Meda)
- S5 Varese - Treviglio
- S6 Novara - Pioltello-Limito (- Treviglio)
- S8 Milano Porta Garibaldi - Carnate-Usmate - Lecco
- S9 Abbiategrasso - Seregno
- S10 Milano Rogoredo – Milano Bovisa - Malpensa International Airport
- S11 Milano Porta Garibaldi – Chiasso
- S13 Milano Bovisa - Pavia

## بلیط
- بلیط ۷۲ دقیقه‌ای:هزینه بلیط در سال ۲۰۱۱ برابر با یک یورو هست که به مدت ۷۲ دقیقه اعتبار دارد و با آن بلیط می‌توان از تمام خطوط داخل شهری استفاده کرد. کنترل بلیز در اتوبوس‌ها به صورت اتفاقی هست و معمولاً در ما تمام خطوط به صورت اتفاقی مورد بازرسی قرار می‌گیرند و در صورت نداشتن بلیط یا باطل شدن مدت زمان مبلغ ۵۰ یورو جریمه تعیین می‌گردد که این مبلغ در محل از فرد خاطی گرفته می‌شود. هزینه بلیط برای حومه شهر قیمتهای متفاوتی دارد که معمولاً از ۱٫۲۵ یورو تا ۱٫۷۵ یورو بسته به مقصد متغیر هست. خرید بلیط از روزنامه فروشی‌ها و درون خطوط ۷۳ (که از فرودگاه به شهر حرکت می‌کند) و ایستگاه متروها مقدور می‌باشد.
- بلیط ۲۴ ساعته:با این بلیط که به مبلغ ۳ یورو هست می‌توان به مدت ۲۴ ساعت از تمام خطوط مترو و تراموا و اتوبوس در داخل شهر استفاده کرد
- بلیط ۳ روزه: با این بلیط به مدت سه روز از تمام امکانات حمل و نقل عمومی درون شهری می‌توان استفاده کرد.
- اشتراک ماهانه: با پر کردن فرم و ارائه مدارک مورد نیاز در ایستگاه‌های اصلی مترو میلان می‌توان کارت مغناطیسی عکس‌داراشتراک ماهیانه گرفت که با این کارت می‌توان به صورت آزاد از همه امکانات حمل و نقل عمومی درون شهری استفاده کرد. مبلغ این نوع اشتراک برای افراد زیر ۲۷ سال و بالای ۶۵ سال ۱۷ یورو و برای افراد دیگر ۳۰ یورو به صورت ماهیانه‌است.
- اشتراک سالانه: شرایط اسن اشتراک مشابه اشتراک ماهیانه‌است با این تفاوت که شامل دو ماه تخفیف می‌گردد یعنی برای افراد زیر ۲۷ و بالای ۶۵ سال ۱۷۰ یورو و برای افراد دیگر ۳۰۰ یورو می‌باشد.

## گردشگران
گردشگران خارجی می‌توانند بلیت ۲۴ ساعته (Gionale) با هزینه ۳ یورو (سال ۲۰۱۱) و ۴۸ ساعته (Bigiornale) با هزینه ۵/۵ یورو (سال (۲۰۱۱) خریده و با آن از تمام سامانه استفاده کنند.